# Segnaletica stradale a Cipro
I segnali stradali a Cipro sono regolati dal Κώδικας Οδικής Κυκλοφορίας 2013 (Codice della strada cipriota, modificato da ultimo nel 2013) e sono installati lungo il ciglio della strada sul lato sinistro della carreggiata (vista la guida a sinistra di regola nell'isola, così come a Malta, nel Regno Unito, nella Repubblica d'Irlanda, unici 4 stati in Europa ad avere la guida a sinistra). Tutti i segnali dell'isola hanno forma, carattere e colori che richiamano molto da vicino i corrispondenti segnali britannici e greci.
Se vi è del testo nei segnali, questo è in lingua greca con la traduzione in caratteri latini in inglese più in piccolo.

## Segnali di pericolo
I segnali di pericolo a Cipro hanno sfondo bianco ed una classica forma triangolare.
| Segnale cipriota | Significato                                                               | Spiegazione |
|                  | Caduta massi                                                              | Presegnala il pericolo di caduta massi dalla parete rocciosa soprastante a sinistra con possibile presenza di pietre sulla carreggiata.                                                        |
|                  | Attraversamento di animali domestici                                      | Presegnala un tratto di strada con probabile improvvisa presenza od attraversamento di animali domestici.                                                                                      |
|                  | Attraversamento di animali selvatici                                      | Presegnala un tratto di strada con probabile improvvisa presenza od attraversamento di animali selvatici.                                                                                      |
|                  | Vento laterale                                                            | Presegnala la possibilità di forti raffiche di vento laterale. |
|                  | Pedoni                                                                    | Segnala la possibilità di incontrare pedoni sulla carreggiata. |
|                  | Ponte a schiena d'asino                                                   | Presegnala un ponte a schiena d'asino accentuata. |
|                  | Strada deformata                                                          | Segnala un tratto di strada in cattivo stato o con pavimentazione irregolare. |
|                  | Dosso o serie di dossi                                                    | Segnala un'anomalia altimetrica convessa della strada che limita la visibilità o una serie di dossi artificiali.                                                                               |
|                  | Attraversamento pedonale                                                  | Segnala l'avviciarsi di un passaggio pedonale segnalato sulla carreggiata. |
|                  | Bambini                                                                   | Segnala luoghi frequentati da bambini, come i giardini pubblici, i campi di gioco e simili. |
|                  | Anziani o disabili sulla carreggiata                                      | Segnala la possibilità di incontrare persone anziane o disabili che attraversano la carreggiata.                                                                                               |
|                  | Bambini - scuola                                                          | Segnala bambini che escono da scuola. |
|                  | Banchina cedevole                                                         | Presegnala un tratto di strada con una banchina cedevole a sinistra od a destra. |
|                  | Doppio senso di circolazione                                              | Segnala un tratto di strada che da senso unico diventa a doppio senso. |
|                  | Doppio senso di circolazione nella strada che si incrocia                 | Segnala un tratto di strada che a doppio senso di circolazione nella strada che si incontrerà più avanti.                                                                                      |
|                  | Galleria                                                                  | Presegnala una galleria. |
|                  | Discesa pericolosa                                                        | Presegnala un tratto di strada in discesa secondo il senso di marcia. La pendenza è espressa in percentuale.                                                                                   |
|                  | Salita ripida                                                             | Presegnala un tratto di strada in forte salita secondo il senso di marcia. La pendenza è espressa in percentuale.                                                                              |
|                  | Intersezione con circolazione rotatoria                                   | Segnala, sulle strade urbane e extraurbane, una intersezione regolata da circolazione rotatoria.                                                                                               |
|                  | Curva pericolosa a destra                                                 | Presegnala un tratto di strada non rettilineo pericoloso per la limitata visibilità o per caratteristiche del tracciato (curva stretta a destra).                                              |
|                  | Curva pericolosa a sinistra                                               | Presegnala un tratto di strada non rettilineo pericoloso per la limitata visibilità o per caratteristiche del tracciato (curva stretta a sinistra).                                            |
|                  | Doppia curva pericolosa, la prima a destra                                | Presegnala una doppia curva, di cui la prima a destra. |
|                  | Doppia curva pericolosa, la prima a sinistra                              | Presegnala una doppia curva, di cui la prima a sinistra. |
|                  | Strettoia asimmetrica a destra                                            | Segnala un restringimento pericoloso della carreggiata posto sul lato destro. |
|                  | Strettoia asimmetrica a sinistra                                          | Segnala un restringimento pericoloso della carreggiata posto sul lato sinistro. |
|                  | Strettoia simmetrica                                                      | Segnala un restringimento pericoloso della carreggiata su entrambi i lati. |
|                  | Ghiaia                                                                    | Presegnala la presenza di pietrisco, di materiale minuto o granaglia che può essere proiettato a distanza o scagliato in aria dai veicoli in transito.                                         |
|                  | Fine della strada a doppia carreggiata                                    | Segnala un tratto di strada diviene a carreggiata unica per due sensi di marcia. |
|                  | Rischio di ghiaccio                                                       | Presegnala un tratto di strada soggetto a formazione di ghiaccio in seguito a temperature rigide.                                                                                              |
|                  | Altezza massima disponibile                                               | Indica l'altezza massima della strada nel punto in cui è installato il segnale (di norma in cima a gallerie o sottopassaggi).                                                                  |
|                  | Cavi elettrici ad alta tensione sospesi                                   | Segnala la presenza della linea aerea di alimentazione ad alto voltaggio in corrispondenza del passaggio a livello.                                                                            |
|                  | Intersezione con strade secondarie disassate a destra ed a sinistra       | Presegnala due incroci a distanza ravvicinata con strade di minore importanza che non hanno diritto di precedenza.                                                                             |
|                  | Intersezione con diritto di precedenza su una strada entrante da sinistra | Presegnala un incrocio con corsia di accelerazione od una confluenza sul lato sinistro della carreggiata.                                                                                      |
|                  | Intersezione con diritto di precedenza su una strada entrante da destra   | Presegnala un incrocio con corsia di accelerazione od una confluenza sul lato destro della carreggiata.                                                                                        |
|                  | Intersezione con strada che non gode del diritto di precedenza            | Presegnala un incrocio con una strada di minore importanza in cui si ha la precedenza sui veicoli provenienti sia da destra che da sinistra.                                                   |
|                  | Attraversamento di tram                                                   | Segnala attraversamento tranviario. |
|                  | Intersezione con precedenza sulla strada secondaria a destra              | Presegnala un incrocio a T con una strada di minore importanza che non ha diritto di precedenza e che si immette da destra.                                                                    |
|                  | Intersezione con precedenza sulla strada secondaria a sinistra            | Presegnala un incrocio a T con una strada di minore importanza che non ha diritto di precedenza e che si immette da sinistra.                                                                  |
|                  | Semaforo                                                                  | Presegnala un impianto semaforico posto su strade sia urbane che extraurbane. |
|                  | Intersezione con priorità su strade entranti da destra in curva           | Presegnala un incrocio con strade provenienti dal lato destro della carreggiata e che si immettono nella carreggiata principale in curva.                                                      |
|                  | Intersezione con priorità su strade entranti da sinistra in curva         | Presegnala un incrocio con strade provenienti dal lato sinistro della carreggiata e che si immettono nella carreggiata principale in curva.                                                    |
|                  | Strada sdrucciolevole                                                     | Presegnala un tratto di strada che in particolari condizioni climatiche od ambientali può diventare sdrucciolevole.                                                                            |
|                  | Passaggio a livello senza barriere                                        | Segnala un passaggio a livello senza barriere ed è integrato con il pannello distanziometrico a tre barre rosse.                                                                               |
|                  | Passaggio rialzato o ponte a schiena accentuata                           | Segnala la presenza di un passaggio con piano stradale rialzato o di un ponte a schiena d'asino particolarmente accentuata che può essere toccato da veicoli particolarmente bassi e/o lunghi. |
|                  | Coda                                                                      | Presegnala un tratto di strada in cui è in atto un forte rallentamento od una coda del traffico.                                                                                               |
|                  | Presenza di mezzi agricoli                                                | Presegnala un tratto di strada in cui è possibile incontrare mezzi agricoli procedenti a ridotta velocità.                                                                                     |
|                  | Passaggio a livello con barriere                                          | Segnala un passaggio a livello con barriere ed è integrato con il pannello distanziometrico a tre barre rosse.                                                                                 |
|                  | Lavori                                                                    | Presegnala cantieri di lavori in corso, depositi temporanei di materiale, presenza di macchinari adibiti ai lavori stradali.                                                                   |
|                  | Passaggio di aeroplani a bassa quota                                      | Presegnala la possibilità di improvvisi forti rumori o abbagliamenti dovuti ad aeroplani a bassa quota.                                                                                        |
|                  | Passaggio di elicotteri a bassa quota                                     | Presegnala la possibilità di improvvisi forti rumori o abbagliamenti dovuti ad elicotteri a bassa quota.                                                                                       |
|                  | Altri pericoli                                                            | Segnala un pericolo diverso da quelli indicati negli altri segnali di pericolo. Può essere accompagnato da pannelli aggiuntivi che indicano la natura del pericolo in inglese.                 |
|                  | Attenzione a veicoli lenti                                                | Presegnala un tratto di strada in salita in cui si possono incontrare veicoli a velocità bassa.                                                                                                |
|                  | Preavviso di dare precedenza                                              | Preavvisa un incrocio in cui è necessario dare precedenza in corrispondenza della linea orizzontale sita alla distanza indicata dal segnale.                                                   |
|                  | Preavviso di fermarsi e dare precedenza                                   | Preavvisa un incrocio in cui è necessario fermarsi e dare precedenza in corrispondenza della linea orizzontale sita alla distanza indicata dal segnale.                                        |
|                  | Incrocio con un passaggio a livello senza barriere                        | Segnala un passaggio a livello senza barriere ed invita quindi i conducenti alla massima prudenza, invitandoli a fermarsi immediatamente con l'avvicinarsi del treno.                          |
|                  | Incrocio                                                                  | Segnala un incrocio in cui vige la regola generale del dare la precedenza ai veicoli provenienti da sinistra.                                                                                  |

## Segnali aggiuntivi
| Segnale cipriota | Significato                                | Spiegazione |
|                  | Pannelli distanziometrici                  | Indicano la distanza dal passaggio a livello per il quale vengono installati.                                                                  |
|                  | Delineatore di curva                       | Indica l'andamento della curva in cui è installato.                                                                                            |
|                  | Passaggio obbligatorio a destra o sinistra | Obbliga i conducenti a passare a destra o a sinistra dell'ostacolo come un cantiere, uno spartitraffico, un salvagente o un'isola di traffico. |
|                  | Passaggio obbligatorio a sinistra          | Obbliga i conducenti a passare a sinistra dell'ostacolo come un cantiere, uno spartitraffico, un salvagente o un'isola di traffico.            |
|                  | Passaggio obbligatorio a destra            | Obbliga i conducenti a passare a destra dell'ostacolo come un cantiere, uno spartitraffico, un salvagente o un'isola di traffico.              |

## Segnali di regolamentazione
| Segnale cipriota | Significato                                                                                   | Spiegazione |
|                  | Divieto di circolazione per i mezzi a braccia                                                 | Vieta il transito a tutti i veicoli a braccia. |
|                  | Divieto di circolazione per i motocicli                                                       | Vieta il transito a tutti i veicoli a motore con due ruote. |
|                  | Divieto di circolazione per i ciclomotori                                                     | Vieta il transito a tutti i ciclomotori. |
|                  | Accesso vietato ai pedoni                                                                     | Vieta il transito ai pedoni. |
|                  | Divieto di circolazione per i veicoli a motore tranne quelli a due ruote                      | Vieta il transito a tutti i veicoli a motore eccetto quelli a due ruote. |
|                  | Divieto di circolazione per mezzi agricoli                                                    | Vieta il transito ai mezzi agricoli. |
|                  | Accesso vietato ai veicoli a trazione animale                                                 | Vieta il transito ai veicoli a trazione animale. |
|                  | Stazione di pedaggio                                                                          | Obbliga all'arresto per il pagamento del pedaggio. |
|                  | Divieto di segnalazioni acustiche                                                             | Vieta l'uso di segnalazioni acustiche se non in caso di grave necessità. |
|                  | Dogana                                                                                        | Obbliga all'arresto per espletare le formalità doganali. |
|                  | Distanza minima                                                                               | Indica di seguire il veicolo che precede ad una distanza inferiore a quella indicata, in tacche sulla strada, sul segnale.                                                  |
|                  | Divieto di circolazione a tutti i veicoli a motore                                            | Vieta il transito a tutti i veicoli a motore. |
|                  | Precedenza rispetto al traffico inverso                                                       | Indica la precedenza rispetto ai veicoli provenienti in direzione opposta in una strada a doppio senso che consente il passaggio di una sola fila di veicoli.               |
|                  | Divieto di transito                                                                           | Vieta a tutti i veicoli di entrare in una strada. |
|                  | Larghezza massima                                                                             | Vieta il transito ai veicoli aventi larghezza superiore a quella indicata.                                                                                                  |
|                  | Altezza massima                                                                               | Vieta il transito ai veicoli aventi altezza superiore a quella indicata. |
|                  | Divieto di circolazione per i mezzi destinati al trasporto merci oltre il peso indicato       | Vieta il transito ai veicoli da trasporto non adibiti al trasporto di persone con massa a pieno carico superiore alla misura indicata nel segnale o in generale.            |
|                  | Divieto di circolazione per i caravan                                                         | Vieta il transito a tutti i veicoli con un caravan. |
|                  | Divieto di accesso                                                                            | Vieta di entrare in una strada accessibile invece in un altro senso. |
|                  | Divieto di svoltare a destra                                                                  | Vieta di svoltare a destra al prossimo incrocio. |
|                  | Divieto di svoltare a sinistra                                                                | Vieta di svoltare a sinistra al prossimo incrocio. |
|                  | Velocità massima                                                                              | Indica la velocità massima in chilometri orari alla quale i veicoli possono procedere immediatamente dopo il segnale.                                                       |
|                  | Fine della velocità massima                                                                   | Indica la fine del limite di velocità massima alla quale i veicoli possono procedere.                                                                                       |
|                  | Precedenza ai veicoli provenienti in senso inverso                                            | Prescrive di dare precedenza ai veicoli provenienti in direzione opposta in una strada a doppio senso che consente il passaggio di una sola fila di veicoli.                |
|                  | Divieto di sorpasso                                                                           | Vieta di sorpassare i veicoli a motore con due o più ruote. |
|                  | Fine del divieto di sorpasso                                                                  | Indica la fine del divieto di sorpasso. |
|                  | Divieto di sorpasso per i mezzi pesanti                                                       | Vieta ai mezzi pesanti di sorpassare i veicoli a motore con due o più ruote.                                                                                                |
|                  | Peso massimo per asse                                                                         | Vieta il transito ai veicoli aventi massa superiore per asse a quella indicata in tonnellate al momento del transito.                                                       |
|                  | Applicazione dei limiti di velocità generali                                                  | Indica la fine del limite sulla velocità massima alla quale i veicoli possono procedere e ripristina il consueto limite di velocità generale relativo alla strada percorsa. |
|                  | Lunghezza massima                                                                             | Vieta il transito ai veicoli od ai complessi di veicoli di lunghezza superiore alla lunghezza indicata.                                                                     |
|                  | Divieto di circolazione per i veicoli che trasportano merci suscettibili di inquinare l'acqua | Vieta il transito ai veicoli che trasportano merci suscettibili di contaminare l'acqua.                                                                                     |
|                  | Peso massimo                                                                                  | Vieta il transito ai veicoli aventi massa superiore a quella indicata in tonnellate al momento del transito.                                                                |
|                  | Divieto di circolazione per i veicoli che trasportano merci esplosive                         | Vieta il transito ai veicoli che trasportano merci esplosive. |
|                  | Divieto d'inversione                                                                          | Vieta di effettuare un'inversione di marcia. |

## Altri segnali di regolamentazione
| Segnale cipriota | Significato                                 | Spiegazione |
|                  | Fermarsi per controlli                      | Obbliga i conducenti all'arresto per controlli. |
|                  | Fermarsi e dare la precedenza               | Prescrive l'obbligo di arrestarsi in ogni caso in corrispondenza della striscia trasversale di arresto ad un incrocio e di dare precedenza.               |
|                  | Strada con diritto di precedenza            | Indica una strada che ha il diritto di precedenza rispetto alle strade che si incrociano.                                                                 |
|                  | Fine della strada con diritto di precedenza | Indica il termine della strada che ha il diritto di precedenza rispetto alle strade che si incrociano.                                                    |
|                  | Fermarsi per bambini                        | Prescrive l'obbligo di arrestarsi per permettere ai bambini di entrare od uscire da scuola attraversando una strada. Il segnale è mostrato da un moviere. |
|                  | Dare precedenza                             | Indica un incrocio in cui è necessario dare precedenza in corrispondenza della linea orizzontale.                                                         |
|                  | Incrocio con guida del traffico             | Indica che il prossimo incrocio è dotato di guide per il traffico e le svolte.                                                                            |

## Segnali di divieto o restrizione
| Segnale cipriota | Significato                         | Spiegazione |
|                  | Divieto di sosta                    | Vieta la sosta, fermata prolungata (parcheggio) ai veicoli, in quei luoghi dove per regola generale non vige tale divieto, eccetto che per operazioni di carico e scarico.                              |
|                  | Divieto di fermata                  | Vieta la sosta e la fermata o qualsiasi temporanea sospensione della marcia ai veicoli. |
|                  | Divieto di sosta nei giorni dispari | Vieta la sosta, fermata prolungata (parcheggio) ai veicoli, in quei luoghi dove per regola generale non vige tale divieto, eccetto che per operazioni di carico e scarico, soltanto nei giorni dispari. |
|                  | Divieto di sosta nei giorni pari    | Vieta la sosta, fermata prolungata (parcheggio) ai veicoli, in quei luoghi dove per regola generale non vige tale divieto, eccetto che per operazioni di carico e scarico, soltanto nei giorni pari.    |
|                  | Zona a divieto di sosta             | Indica una zona in cui vige il divieto di sosta. |
|                  | Fine della zona a divieto di sosta  | Indica la fine della zona in cui vige il divieto di sosta. |

## Segnali di obbligo
| Segnale cipriota | Significato                                    | Spiegazione |
|                  | Direzione obbligatoria diritto                 | Indica che la sola direzione consentita al conducente è quella di procedere diritto. |
|                  | Direzione obbligatoria a sinistra              | Indica che la sola direzione consentita al conducente è quella di andare a sinistra. |
|                  | Direzione obbligatoria a destra                | Indica che la sola direzione consentita al conducente è quella di andare a destra. |
|                  | Passaggio obbligatorio a sinistra              | Obbliga i conducenti a passare a sinistra dell'ostacolo come un cantiere, uno spartitraffico, un salvagente o un'isola di traffico.                                                             |
|                  | Passaggio obbligatorio a destra                | Obbliga i conducenti a passare a destra dell'ostacolo come un cantiere, uno spartitraffico, un salvagente o un'isola di traffico.                                                               |
|                  | Passaggio obbligatorio a destra o sinistra     | Obbliga i conducenti a passare a destra o a sinistra dell'ostacolo come un cantiere, uno spartitraffico, un salvagente o un'isola di traffico.                                                  |
|                  | Preavviso di direzione obbligatoria a sinistra | Preavvisa che la sola direzione consentita al conducente è quella di andare a sinistra. |
|                  | Preavviso di direzione obbligatoria a destra   | Preavvisa che la sola direzione consentita al conducente è quella di andare a destra. |
|                  | Senso unico                                    | Segnala il termine del doppio senso di circolazione all'interno di una carreggiata. |
|                  | Senso unico                                    | Segnala il termine del doppio senso di circolazione all'interno di una carreggiata. |
|                  | Parcheggio riservato ai taxi                   | Indica un parcheggio riservato alla sosta dei taxi. |
|                  | Intersezione con percorso rotatorio obbligato  | Indica ai conducenti l'obbligo di circolare nel verso antiorario indicato dalle frecce attorno all'area di rotazione. È posto subito prima di una piazza dove si svolge circolazione rotatoria. |
|                  | Velocità minima                                | Indica la velocità minima, in miglia orarie, alla quale procedere. |
|                  | Fine velocità minima                           | Indica la fine del tratto di strada interessato dal limite minimo di velocità. |
|                  | Catene da neve obbligatorie                    | Indica che il tratto di strada che segue è soggetto all'obbligo di catene da neve. |
|                  | Pista per animali da soma                      | Indica l'inizio di una pista per animali da soma. |
|                  | Direzioni consentite diritto ed a sinistra     | Preavvisa che le sole direzioni consentite al conducente sono quelle di andare diritto od a sinistra.                                                                                           |
|                  | Direzioni consentite diritto ed a destra       | Preavvisa che le sole direzioni consentite al conducente sono quelle di andare diritto od a destra.                                                                                             |
|                  | Direzioni consentite a sinistra ed a destra    | Preavvisa che le sole direzioni consentite al conducente sono quelle di andare a sinistra od a destra.                                                                                          |
|                  | Strada pedonale                                | Indica l'inizio di una strada pedonale. |

## Segnali di avvertenza e pericolo
| Segnale cipriota | Significato                             | Spiegazione |
|                  | Preavviso di dosso artificiale          | Indica che a 200 metri è posto un dosso artificiale ed indica che la velocità massima da tenere è quella di 50 km/h. |
|                  | Preavviso di dosso artificiale          | Indica l'approssimarsi di un dosso artificiale ed indica che la velocità massima da tenere è quella di 30 km/h.      |
|                  | Passaggio pedonale rialzato             | Indica l'approssimarsi di un passaggio pedonale rialzato.                                                            |
|                  | Passaggio pedonale regolato da semaforo | Indica l'approssimarsi di un passaggio pedonale regolato da semaforo.                                                |
|                  | Scuola                                  | Indica l'approssimarsi di una scuola.                                                                                |
|                  | Dossi artificiali                       | Indica la posizione dei dossi artificiali rispetto al segnale.                                                       |
|                  | Strada residenziale                     | Indica l'inizio di una zona residenziale.                                                                            |
|                  | Fine della strada residenziale          | Indica la fine di una zona residenziale.                                                                             |

## Segnali di direzione
| Segnale cipriota | Significato                     | Spiegazione                                                      |
|                  | Preavviso di direzioni          | Indica le direzioni raggiungibili al prossimo incrocio.          |
|                  | Preavviso di direzioni          | Indica le direzioni raggiungibili al prossimo incrocio.          |
|                  | Direzioni su strada extraurbana | Indica le direzioni raggiungibili all'incrocio.                  |
|                  | Direzioni su strada urbana      | Indica le direzioni raggiungibili all'incrocio su strada urbana. |

## Segnali di servizi
| Segnale cipriota | Significato                                       | Spiegazione |
|                  | Riparazioni                                       | Indica la presenza di un centro di riparazioni.                                                                              |
|                  | Telefono                                          | Indica un telefono pubblico.                                                                                                 |
|                  | Rifornimento                                      | Indica la presenza di un posto di rifornimento e la sua distanza.                                                            |
|                  | Hotel o motel                                     | Indica la presenza di un hotel o motel.                                                                                      |
|                  | Ristorante                                        | Indica la presenza di un ristorante.                                                                                         |
|                  | Bar                                               | Indica la presenza di un bar.                                                                                                |
|                  | Area pic-nic                                      | Indica la presenza di un'area pic-nic.                                                                                       |
|                  | Punto di partenza per un percorso escursionistico | Indica la presenza di percorso escursionistico con partenza nei pressi del segnale.                                          |
|                  | Campeggio                                         | Indica un campeggio. |
|                  | Terreno per roulotte                              | Indica un terreno per la sosta di roulotte o motorhome.                                                                      |
|                  | Campeggio o terreno per roulotte                  | Indica un campeggio od un terreno per la sosta di roulotte o motorhome.                                                      |
|                  | Ostello della gioventù                            | Indica la presenza di un ostello della gioventù.                                                                             |
|                  | Informazioni                                      | Indica la presenza di un punto informazioni.                                                                                 |
|                  | Pronto soccorso                                   | Indica la presenza di un pronto soccorso.                                                                                    |
|                  | Disabili                                          | Indica un parcheggio riservato alle persone con disabilità.                                                                  |
|                  | Velocità consigliata                              | Indica la velocità consigliata nel tratto di strada successivo al segnale.                                                   |
|                  | Galleria                                          | Indica la presenza di una galleria.                                                                                          |
|                  | Aeroporto                                         | Indica la presenza di un aeroporto.                                                                                          |
|                  | Eliporto                                          | Indica la presenza di un eliporto.                                                                                           |
|                  | Fermata autobus                                   | Indica una fermata di autobus.                                                                                               |
|                  | Sovrappassaggio                                   | Indica un passaggio sopraelevato per pedoni.                                                                                 |
|                  | Sottopassaggio                                    | Indica un passaggio sotterraneo per pedoni.                                                                                  |
|                  | Rampa pedonale                                    | Indica un passaggio con scivolo per pedoni.                                                                                  |
|                  | Passaggio pedonale                                | Indica un attraversamento pedonale non regolato da semaforo e non in corrispondenza di un incrocio stradale.                 |
|                  | Parcheggio                                        | Indica un parcheggio autorizzato. Consente la sosta a tempo indeterminato salvo indicazioni differenti.                      |
|                  | Strada senza uscita                               | Indica che la strada che si percorre è senza uscita per tutti i veicoli.                                                     |
|                  | Preavviso di strada senza uscita                  | Indica che la strada che si incrocia sulla sinistra è senza uscita per tutti i veicoli.                                      |
|                  | Preavviso di strada senza uscita                  | Indica che la strada che si incrocia sulla destra è senza uscita per tutti i veicoli.                                        |
|                  | Colonnina per soccorso di emergenza               | Indica la presenza di una colonnina per la chiamata di emergenza.                                                            |
|                  | Strada riservata ai veicoli a motore              | Indica l'inizio di una strada riservata ai veicoli a motore.                                                                 |
|                  | Fine strada riservata ai veicoli a motore         | Indica la fine di una strada riservata ai veicoli a motore.                                                                  |
|                  | Transitabilità                                    | Indica la transitabilità della strada sulla quale è posto. Nei riquadri bianchi sono indicati limiti o restrizioni.          |
|                  | Guida a sinistra                                  | Ricorda agli automobilisti che la guida sull'isola è dal lato sinistro.                                                      |
|                  | Uscita veicoli                                    | Indica un'uscita di veicoli sulla carreggiata.                                                                               |
|                  | Limiti di velocità generali                       | Indica i limiti generali di velocità presenti nello Stato, validi per le autovetture. È posto in prossimità delle frontiere. |

## Segnali di itinerario
| Segnale cipriota | Significato                         | Spiegazione                                                                                    |
|                  | Preavviso di direzioni in rotatoria | Indica le direzioni raggiungibili al prossimo incrocio regolato da circolazione rotatoria.     |
|                  | Segnale di conferma                 | Indica le distanze alle località raggiungibili lungo la strada sulla quale il segnale è posto. |